# Robin Beauregard
Pour les articles homonymes, voir Beauregard.
Robin Mary Beauregard, née le 23 février 1979 à Long Beach (Californie), est une joueuse de water-polo américaine.
Joueuse de l'équipe des États-Unis de water-polo féminin, elle est vice-championne olympique aux Jeux d'été de 2000 à Sydney, championne du monde en 2003 et médaillée de bronze olympique aux Jeux d'été de 2004 à Athènes.